# Libertad (go)

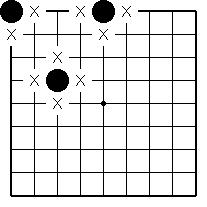
Libertades de varias piedras negras.

En el juego de go, una libertad es una intersección vacía adyacente a una piedra en el tablero. El número de libertades de una piedra varía dependiendo de su posición en el tablero y del hecho de estar o no en contacto con otra piedra.
Una piedra inicialmente tiene cuatro libertades si no está en el borde o con las libertades ocupadas por otras piedras del jugador contrario.
Se pueden ampliar las libertades de una piedra del tablero uniéndola a otra piedra del mismo color o a un grupo de piedras del mismo color.
Y cuando pierde estas libertades se retira del tablero y pasa al conteo de las capturadas por el oponente.
- Datos: Q10855395